# III Campeonato Nacional Abierto de México
El III Campeonato Nacional Abierto de México 1966 fue una competición de bádminton celebrada del 24 al 27 de noviembre de 1966 en la Ciudad de México.
En este torneo compitieron jugadores del Perú, los Estados Unidos y México.
En los juegos de semifinales de la categoría de singles varonil, Antonio Rangel derrotó a Oscar Luján (15-12, 15-5), mientras que Raúl Rangel se impuso al norteamericano Rod Starkey, entonces clasificado como el jugador número 3 de los Estados Unidos.
En los cuartos de finales de los dobles varoniles, los hermanos Raúl Rangel y Antonio Rangel derrotaron al equipo integrado por el norteamericano Jimmy Lynch y el mexicano Salvador Peniche. Por su parte, la pareja conformada por Guillermo Allier y Rod Starkey vencieron en los cuartos de final a Miguel y Mario Carrera, del Perú. Los hermanos Rangel vencieron en la final a Starkey-Allier.
En los singles femeniles, Carolina Allier venció en la final a la norteamericana Carlene Starkey, quien tomó venganza en los dobles femeniles, pues, jugando de pareja de la mexicana Lucero Soto, vencieron en la final a la dupla formada por Carolina Allier y Ernestina Rivera

## Finalistas
| III Campeonato Nacional Abierto de México 1966 |                                  |                                    |       |       |       |
| Categoría                                      | Ganador                          | Finalista                          | Set 1 | Set 2 | Set 3 |
| Singles varonil                                | Antonio Rangel                   | Raúl Rangel                        | 15-12 | 15-6  |       |
| Singles femenil                                | Carolina Allier                  | Carlene Starkey                    | 11-9  | 11-9  |       |
| Dobles varonil                                 | Antonio Rangel - Raúl Rangel     | Rod Starkey - Guillermo Allier     | 15-9  | 15-6  |       |
| Dobles femenil                                 | Carlene Starkey - Lucero Soto    | Carolina Allier - Ernestina Rivera | 15-12 | 13-18 | 15-3  |
| Mixtos                                         | Oscar Luján - Josefina de Tinoco | Rod Starkey - Carlene Starkey      | 15-10 | 15-13 |       |